# Goka
Goka (jap. 五霞町 Goka-machi) – miasto w Japonii, na wyspie Honsiu, w prefekturze Ibaraki. Według danych na rok 2020 miejscowość zamieszkiwało 8 093 mieszkańców , a gęstość zaludnienia wyniosła 23,1 os./km².